# Weberbauerella raimondiana
Weberbauerella raimondiana är en ärtväxtart som beskrevs av Ramón Alejandro Ferreyra. Weberbauerella raimondiana ingår i släktet Weberbauerella och familjen ärtväxter. Inga underarter finns listade i Catalogue of Life.